# Margarita Beatriz Luna Ramos
Margarita Beatriz Luna Ramos (San Cristóbal de las Casas, Chiapas; 4 de enero de 1956) es una jurista, escritora y profesora mexicana. Se desempeñó como ministra de la Suprema Corte de Justicia de la Nación entre el 19 de febrero de 2004 y el 18 de febrero del 2019 nominada por Vicente Fox.

## Estudios
En su natal Chiapas realizó los estudios correspondientes a su educación básica e inició los de la Licenciatura en Derecho, los cuales concluyó en la Universidad Nacional Autónoma de México, en donde posteriormente estudió la especialidad en Derecho Constitucional y Administrativo; Maestría y Doctorado. Durante su formación académica ha cursado diversos diplomados, entre los que se encuentran: la especialización judicial en el Instituto de Especialización Judicial del Consejo de la Judicatura Federal; el Diplomado sobre Arbitraje Comercial Internacional impartido en la Escuela Libre de Derecho y el curso de Derecho Norteamericano en la Universidad Iberoamericana.

## Carrera profesional
Ingresó a laborar en el Poder Judicial de la Federación en la Ciudad de México hacia el año 1975, desde entonces llegó a ocupar todos los puestos en el escalafón de la suprema corte pasando por Oficial judicial mecanógrafa, actuaria y secretaria de juzgado de Distrito, secretaria proyectista de tribunal colegiado, secretaria de estudio y cuenta de las salas penal y administrativa de la Suprema Corte de Justicia de la Nación, en donde también fue tesorera y la primera mujer presidente del colegio de secretarios de estudio y cuenta del máximo tribunal de México. En febrero de 1986 fue nombrada juez de distrito en materia administrativa en el Distrito Federal, cargo en el cual estuvo por siete años y terminado su periodo fue ratificada, fue decana de los jueces de distrito y fue la primera mujer presidente de la tercera reunión nacional de jueces de distrito efectuada en 1992. En enero de 1993 fue designada magistrada de circuito, cargo que ocupó durante diez años, dos en materia laboral y ocho en materia administrativa. Casi simultáneamente fue la primera mujer propuesta por los ministros de la Suprema corte de justicia y posteriormente designada por el Congreso de la Unión como magistrada en materia electoral, para integrar la sala de segunda instancia del entonces Tribunal Federal electoral. En febrero de 2003 fue la primera mujer nombrada como Consejera de la Judicatura Federal por el pleno de los Ministros de la Suprema Corte de Justicia. Se encuentra denunciada ante la fiscalía general de la república por la posible comisión del delito de discriminación, sin que a la Fecha haya una determinación al respecto.

## Ministra de la SCJN
En febrero de 2004, fue propuesta por el presidente Vicente Fox Quesada para ser Ministra de la Suprema Corte de Justicia de la Nación (SCJN) en sustitución del ministro Juventino Castro y Castro. Luna Ramos fue ratificada por el Senado de la República con 83 votos de los 104 senadores presentes. Las otras integrantes de la terna enviada por Fox fueron María del Carmen Aurora y Gloria Tello. Fue adscrita a la Segunda sala del máximo tribunal en la que fue presidenta de 2006 a 2007.
En su presentación ante el pleno del Senado la nueva ministra arrancó aplausos con el siguiente discurso:

Tengo el pleno convencimiento de que los distintos órganos de este poder son hoy actores determinantes en el proceso de consolidación de la democracia en nuestro país, llamo a entender la democracia como un valor fundamental e indispensable del estado constitucional, cuya soberanía radica en la voluntad popular y tiene como objetivo el bienestar de los gobernados, el respeto irrestricto a sus derechos fundamentales, a los principios de supremacía constitucional legalidad y división de poderes. Con ese convencimiento, deseo reiterar que el Poder Judicial de la Federación constituye actualmente el fiel de la balanza en la solución de los muchos y variados conflictos sometidos a su jurisdicción. El Poder judicial es garante de la preservación de condiciones para una convivencia social, pacífica y armónica, salvaguarda de los derechos fundamentales de la persona; y por supuesto, de la dignidad humana y fortalecimiento de las instituciones de estado. El Poder judicial no puede evadirse a la continua evolución de la historia. En ese tenor, en el umbral del siglo XXI, es momento oportuno para sostener, replantear y mejorar la vida institucional de un país que con la finalidad de obtener el bien común se torna debutante en el escenario democrático. Es momento oportuno para analizar las atribuciones de los órganos integrantes del Poder judicial federal, agilizar y reducir procedimientos jurisdiccionales que permitan cumplir con el mandato constitucional de una justicia pronta y eficaz; establecer relaciones de convivencia y unidad con otros tribunales ajenos al Poder Judicial. También es tiempo, de luchar por el fortalecimiento de los poderes judiciales locales, y armonizar nuestro sistema jurídico con el derecho internacional sin que esto implique pérdida de nuestra identidad nacional. La justicia es como el amor verdadero; es algo poco común pero no imposible.[cita requerida]

Concluyó su periodo en la SCJN el 18 de febrero de 2019.

## Otras actividades
En el ámbito académico, desde 1987 impartió las cátedras de Derecho Constitucional, Amparo y Poder judicial en diversos cursos y diplomados organizados por distintas universidades entre las que destacan la UNAM, la Universidad Iberoamericana, el ITAM, la Universidad Panamericana y el Instituto de especialización judicial. Es miembro de los Comités de tutoría de amparo y Derecho Constitucional y Administrativo en el Doctorado de la División de Estudios de Posgrado de la Facultad de Derecho de la UNAM y pertenece al claustro de doctores en derecho de la máxima casa de estudios; fue integrante del Comité Técnico de la Escuela de Derecho de la División de Estudios Superiores del Centro Universitario México, miembro Honorario de la Academia Mexicana de Derecho Fiscal y de Amparo; miembro numerario del Grupo de los 100 del Centro de Innovación, Desarrollo e Investigación Jurídica para Latinoamérica.

## Publicaciones

### Artículos
- Procedencia del juicio ordinario federal en Materia Administrativa
- La prueba pericial en el incidente de daños y perjuicios previsto en el Art. 105, último párrafo de la Ley de amparo
- Los derechos políticos de la mujer

### Tesis
- Reformas y adiciones a la ley de amparo. (Tesis de licenciatura 12 de septiembre de 1978)
- Procedencia del juicio de amparo respecto de las decisiones de los paneles binacionales del TLCAN (Tesis de doctorado 17 de noviembre de 1999)[3]

## Reconocimientos
- Homenaje a la trayectoria de mujeres mexicanas en materia de impartición y procuración de justicia. Otorgado por la Suprema Corte de Justicia
- Medalla "Dr. Manuel Velasco Suárez". Otorgado por el H. Aytto. de San Cristóbal de las Casas, Chiapas
- Premio "Mujeres contribuyendo por México" Otorgado por el Club Rotario.
- Medalla Omecíhuatl en la categoría acceso a la justicia para las mujeres otorgada por el Instituto de las mujeres del Distrito Federal.
- Premio honorífico "Carmen Serdán Alatriste". Otorgado por la Barra de Abogadas de Puebla.
- En San Cristóbal de las Casas fue declarada hija predilecta, y un importante boulevard fue renombrado en su honor.
- Premio Excelencia Judicial 2011, por sus valiosas acciones en la actividad jurisdiccional en beneficio de la sociedad mexicana, entregada por el Consejo Directivo de la Asociación Nacional de doctores en derecho. "Premio Nacional de Jurisprudencia", otorgada por la Barra Mexicana de Abogados en 2012 y es a la primera mujer que se le otorga este premio. Premio "Mérito a la Impartición de Justicia" otorgado por la Asociación Nacional de Doctores en Derecho. Además ha recibido múltiples reconocimientos por la ANADE(Asociación Nacional de Abogados de Empresas) y por el Ilustre y Nacional Colegio de Abogado.[4]
- Presea Tepantlato por Mérito Jurídico y Servicio Público, en 2004, por el Instituto de Ciencias Jurídicas de Egresados de la UNAM, Campus Aragón, hoy Universidad Tepantlato, en el Alcázar del Castillo de Chapultepec. Esta distinción es otorgada año con año por la Universidad Tepantlato a destacados servidores públicos de México.